# يموان باتسون
يموان باتسون (بالإنجليزية: Lemoine Batson)‏ هو متزلج قفز أمريكي، ولد في 6 أغسطس 1898 في يو كلير في الولايات المتحدة، وتوفي في 30 يناير 1991 في شيكاغو في الولايات المتحدة.

## وصلات خارجية
- يموان باتسون على موقع أوليمبيديا (الإنجليزية)